# Johanna Catharina Aarsse
Johanna Catharina Aarsse (* 21. September 1811 in Den Haag; † 16. August 1898 ebenda) war eine niederländische Konzertsängerin.

## Leben
Johanna Catharina Aarsse wurde am 21. September 1811 in Den Haag geboren. Sie war die Tochter des Anstreichers Laurens Johannes Aarsse (1782–1867) und der Philippinerin Catharina van Baeten (1782–1865). Johanna Aarsse blieb unverheiratet. Sie war das älteste Kind der Familie und hatte mindestens drei Geschwister. Gesangsunterricht nahm sie an dem Koninklijk Conservatorium Den Haag, wo sie auch als Arbeiterkind aufgenommen wurde. Im Jahr 1831 war Johanna eine von sieben talentierten Schülerinnen, die eine lobende Erwähnung erhielten.
Sie wurde Mitglied des Chores der Haager Gesellschaft zur Förderung der Musik und sang dort die Altsoli. Im Oktober 1834 zeichnete sie sich beim Musikfestival in der Grote Kerk in Den Haag durch ihre „große, sonore Stimme mit einem Tonumfang von zwei Oktaven“ aus. Am 26. Juli 1839 war sie beim Musikfest in der lutherischen Kirche anlässlich der Hochzeit Wilhelms III. mit Sophia von Württemberg zu hören. Soloauftritte von ihr sind bis 1876 bekannt. Zu dem Zeitpunkt war sie 65 Jahre alt. Sie genoss als Sängerin einen guten Ruf und hatte im Altgesang einen großen Stimmumfang. Zudem verfügte sie über eine gute Technik und legte viel Gefühl in die Interpretation ihrer Rollen. Einer ihrer letzten Auftritte waren Altsoli in der „Missa für Solostimmen und Chor“ am 14. April 1847 in Den Haag. Sie gehörte dem Chor der Gesellschaft zur Förderung der Musik bis in die 1860er Jahre an und war zuletzt Ehrenmitglied.
Am 16. August 1898 starb Johanna Catharina Aarse fast 87-jährig in Den Haag.